# Estación de Banco de España

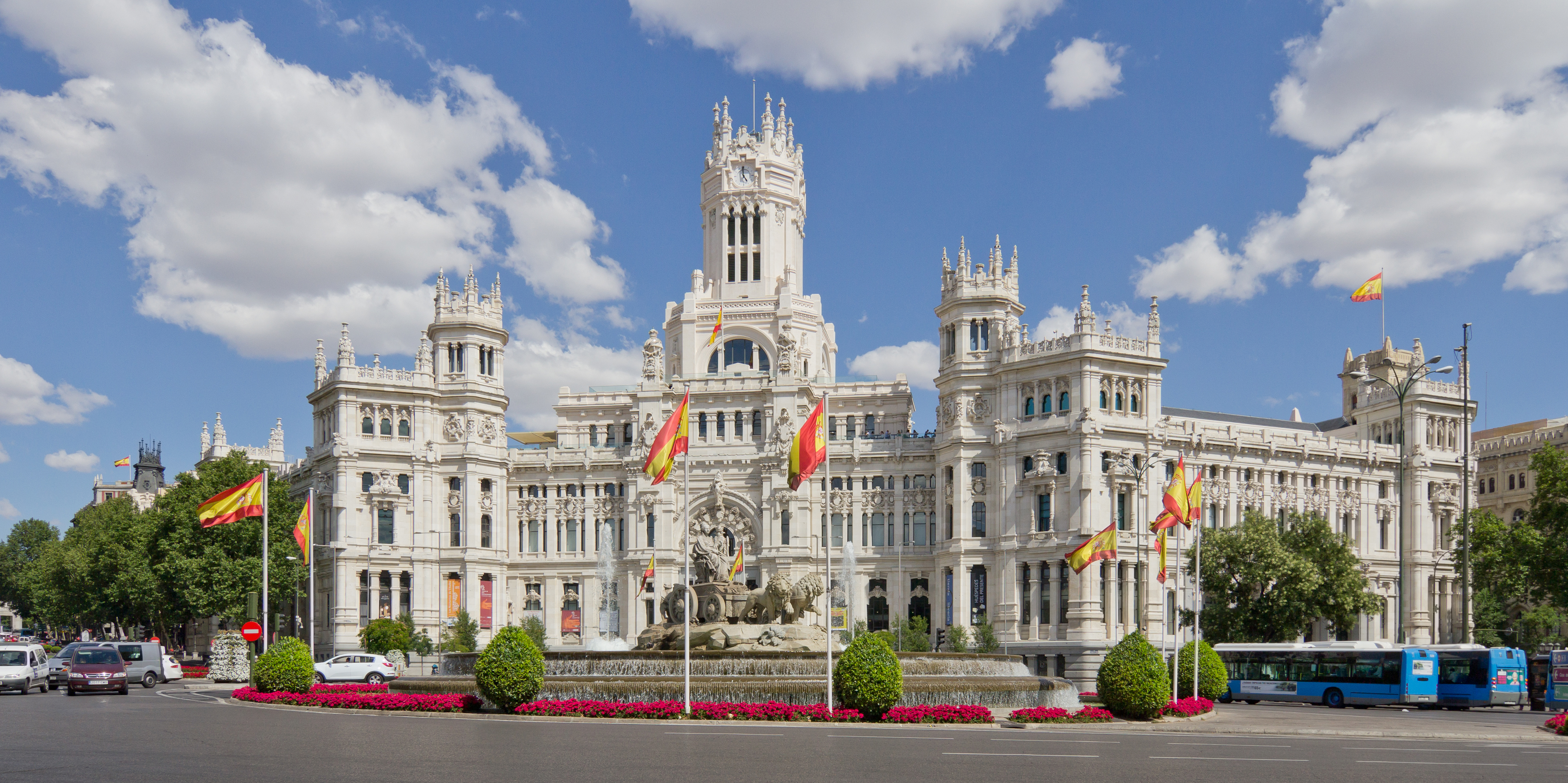
Palacio de las Comunicaciones con la fuente de Cibeles en el centro

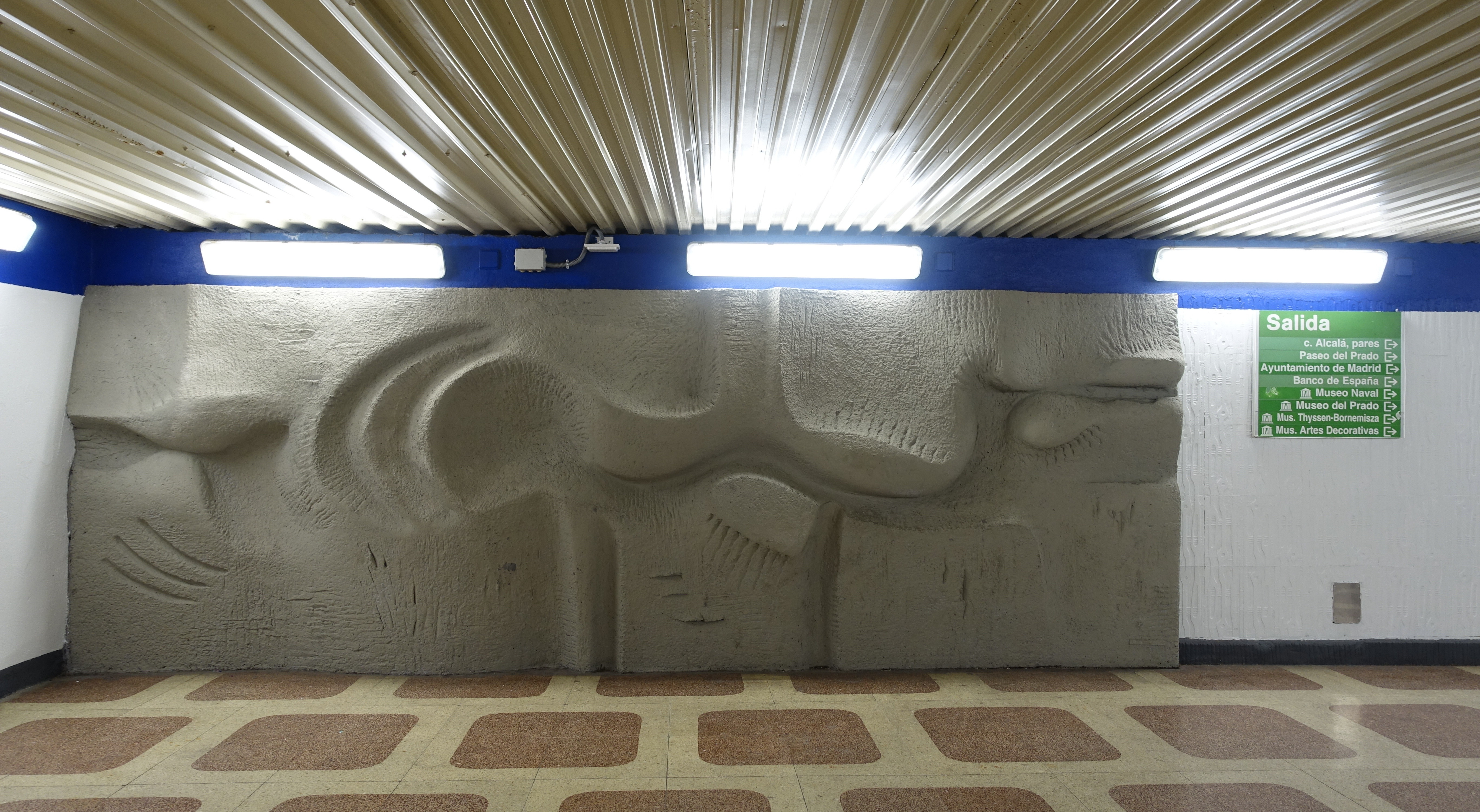
Escultura mural en una de las salidas.

Banco de España es una estación de la línea 2 del Metro de Madrid situada bajo la calle de Alcalá, junto a la plaza de Cibeles, perpendicular al paseo del Prado, entre los barrios de Justicia y Cortes (distrito Centro). También presta servicio a los barrios de Jerónimos (distrito Retiro) y Recoletos (distrito Salamanca).

## Historia
La estación abrió al público el 14 de junio de 1924 con el primer tramo abierto de la línea 2 entre Sol y Ventas.
En sus alrededores se hallan la fuente de Cibeles, la Casa de América (Palacio de Linares), el Círculo de Bellas Artes, la Casa de Correos o Palacio de Cibeles, la iglesia de San José, el Palacio de Buenavista, el edificio del Ministerio de Educación y el Teatro Bellas Artes.

## Accesos
Vestíbulo Cibeles
- Banco de España C/ Alcalá, 48 (próximo a Pº Prado). Para Ayuntamiento de Madrid, Banco de España, Museo Naval, Museo del Prado, Museo Thyssen-Bornemisza y Museo de Artes Decorativas
- Palacio de Buenavista C/ Alcalá, 51. Para Ejército de Tierra

Vestíbulo Barquillo
- Marqués de Cubas C/ Alcalá, 46 (esquina C/ Marqués de Cubas)
- Barquillo C/ Alcalá, 47 (esquina C/ Barquillo)

## Líneas y conexiones

### Metro
| << cabecera | < estación | línea | estación > | cabecera >>    |
| ----------- | ---------- | ----- | ---------- | -------------- |
| Las Rosas   | Retiro     |       | Sevilla    | Cuatro Caminos |

### Cercanías
| procedencia/destino                              | < estación         | Línea | estación > | destino/procedencia |
| ------------------------------------------------ | ------------------ | ----- | ---------- | ------------------- |
| Chamartín                                        | Nuevos Ministerios |       | Atocha     | Guadalajara         |
| Príncipe Pío                                     | Nuevos Ministerios |       | Atocha     | Alcalá de Henares   |
| Cercedilla                                       | Nuevos Ministerios |       | Atocha     | Guadalajara         |
| Santa María de la Alameda-Peguerinos El Escorial | Nuevos Ministerios |       | Atocha     | Guadalajara         |
| Chamartín                                        | Nuevos Ministerios |       | Atocha     | Villalba            |

### Autobuses

Mapa con las cabeceras de las líneas nocturnas

La plaza de Cibeles es cabecera de 25 de las 28 líneas nocturnas de autobús (de la N1 a la N24 y la Exprés Aeropuerto). Además, también tienen paradas en la plaza las líneas N25 y N26, con cabecera en Alonso Martínez.
De día, tienen cabecera en la plaza las líneas 10, 34 y E1, y muchas líneas tienen paradas de paso.
| Diurnos                                    |                              |                              |
| Autobuses con cabecera en Plaza de Cibeles |                              |                              |
| Línea                                      | Destino                      | Parada                       |
| 34                                         | Las Águilas                  | 74 CIBELES (dársenas)        |
| 10                                         | Palomeras                    | 5442 CIBELES (dársenas)      |
| E1                                         | La Peseta                    | 5727 CIBELES (Pº Prado, 1)   |
| Autobuses pasantes en Plaza de Cibeles     |                              |                              |
| Línea                                      | Destino                      | Parada                       |
| 1                                          | Cristo Rey                   | 69 CIBELES                   |
| 2                                          | Reina Victoria               | 69 CIBELES                   |
| 9                                          | Sol / Sevilla                | 69 CIBELES                   |
| 15                                         | Sol / Sevilla                | 69 CIBELES                   |
| 20                                         | Sol / Sevilla                | 69 CIBELES                   |
| 51                                         | Sol / Sevilla                | 69 CIBELES                   |
| 52                                         | Sol / Sevilla                | 69 CIBELES                   |
| 53                                         | Sol / Sevilla                | 69 CIBELES                   |
| 74                                         | Pº Pintor Rosales            | 69 CIBELES                   |
| 146                                        | Callao                       | 69 CIBELES                   |
| Exprés Aeropuerto                          | Estación de Atocha           | 69 CIBELES                   |
| 001                                        | Moncloa                      | 69 CIBELES                   |
| 1                                          | Prosperidad                  | 70 CIBELES                   |
| 2                                          | Manuel Becerra               | 70 CIBELES                   |
| 9                                          | Hortaleza                    | 70 CIBELES                   |
| 15                                         | La Elipa                     | 70 CIBELES                   |
| 20                                         | Pavones                      | 70 CIBELES                   |
| 51                                         | Plaza Perú                   | 70 CIBELES                   |
| 52                                         | Santamarca                   | 70 CIBELES                   |
| 74                                         | Parque de las Avenidas       | 70 CIBELES                   |
| 146                                        | Los Molinos                  | 70 CIBELES                   |
| 5                                          | Estación de Chamartín        | 72 CIBELES-CASA DE AMÉRICA   |
| 14                                         | Pío XII                      | 72 CIBELES-CASA DE AMÉRICA   |
| 27                                         | Plaza de Castilla            | 72 CIBELES-CASA DE AMÉRICA   |
| 37                                         | Cuatro Caminos               | 72 CIBELES-CASA DE AMÉRICA   |
| 45                                         | Reina Victoria               | 72 CIBELES-CASA DE AMÉRICA   |
| 53                                         | Arturo Soria                 | 72 CIBELES-CASA DE AMÉRICA   |
| 150                                        | Virgen del Cortijo           | 72 CIBELES-CASA DE AMÉRICA   |
| C03                                        | Argüelles                    | 72 CIBELES-CASA DE AMÉRICA   |
| 5                                          | Sol / Sevilla                | 73 CIBELES (Pº Recoletos, 1) |
| 14                                         | Conde de Casal               | 73 CIBELES (Pº Recoletos, 1) |
| 27                                         | Embajadores                  | 73 CIBELES (Pº Recoletos, 1) |
| 37                                         | Puente de Vallecas           | 73 CIBELES (Pº Recoletos, 1) |
| 45                                         | Legazpi                      | 73 CIBELES (Pº Recoletos, 1) |
| 150                                        | Sol / Sevilla                | 73 CIBELES (Pº Recoletos, 1) |
| C03                                        | Puerta de Toledo             | 73 CIBELES (Pº Recoletos, 1) |
| 14                                         | Conde de Casal               | 76 BANCO DE ESPAÑA           |
| 27                                         | Embajadores                  | 76 BANCO DE ESPAÑA           |
| 37                                         | Puente de Vallecas           | 76 BANCO DE ESPAÑA           |
| 45                                         | Legazpi                      | 76 BANCO DE ESPAÑA           |
| 001                                        | Estación de Atocha           | 76 BANCO DE ESPAÑA           |
| C03                                        | Puerta de Toledo             | 76 BANCO DE ESPAÑA           |
| 14                                         | Pío XII                      | 5443 CIBELES-AYUNTAMIENTO    |
| 27                                         | Plaza de Castilla            | 5443 CIBELES-AYUNTAMIENTO    |
| 37                                         | Cuatro Caminos               | 5443 CIBELES-AYUNTAMIENTO    |
| 45                                         | Reina Victoria               | 5443 CIBELES-AYUNTAMIENTO    |
| C03                                        | Argüelles                    | 5443 CIBELES-AYUNTAMIENTO    |
| Exprés Aeropuerto                          | Aeropuerto T4                | 71 CIBELES                   |
| Nocturnos                                  |                              |                              |
| Autobuses con cabecera en Plaza de Cibeles |                              |                              |
| Línea                                      | Destino                      | Parada                       |
| N16                                        | Avenida de la Peseta         | 69 CIBELES                   |
| N17                                        | Carabanchel Alto             | 69 CIBELES                   |
| N18                                        | Las Águilas                  | 69 CIBELES                   |
| N19                                        | Colonia San Ignacio          | 69 CIBELES                   |
| N5                                         | Colonia Fin de Semana        | 70 CIBELES                   |
| N6                                         | El Cañaveral                 | 70 CIBELES                   |
| N7                                         | Valderrivas                  | 70 CIBELES                   |
| N2                                         | Valdebebas                   | 5727 CIBELES                 |
| N3                                         | Feria de Madrid              | 5727 CIBELES                 |
| N1                                         | Sanchinarro                  | 72 CIBELES-CASA DE AMÉRICA   |
| N4                                         | Barajas                      | 72 CIBELES-CASA DE AMÉRICA   |
| N22                                        | Barrio de La Paz             | 72 CIBELES-CASA DE AMÉRICA   |
| N24                                        | Las Tablas                   | 72 CIBELES-CASA DE AMÉRICA   |
| N23                                        | Montecarmelo                 | 73 CIBELES                   |
| N13                                        | San Cristóbal de los Ángeles | 76 BANCO DE ESPAÑA           |
| N14                                        | Villaverde Alto              | 76 BANCO DE ESPAÑA           |
| N20                                        | Pitis                        | 3729 CIBELES                 |
| N21                                        | Arroyo del Fresno            | 3729 CIBELES                 |
| N8                                         | Pavones                      | 3655 CIBELES                 |
| N12                                        | Butarque                     | 5442 CIBELES                 |
| N15                                        | Hospital 12 de Octubre       | 5442 CIBELES                 |
| N9                                         | Ensanche de Vallecas         | 5443 CIBELES-AYUNTAMIENTO    |
| N10                                        | Palomeras                    | 5443 CIBELES-AYUNTAMIENTO    |
| N11                                        | Madrid Sur                   | 5443 CIBELES-AYUNTAMIENTO    |
| Exprés Aeropuerto                          | Aeropuerto T4                | 71 CIBELES                   |
| Autobuses pasantes en Plaza de Cibeles     |                              |                              |
| Línea                                      | Destino                      | Parada                       |
| N25                                        | Alonso Martínez              | 72 CIBELES-CASA DE AMÉRICA   |
| N26                                        | Alonso Martínez              | 72 CIBELES-CASA DE AMÉRICA   |
| N25                                        | Villa de Vallecas            | 73 CIBELES                   |
| N26                                        | Aluche                       | 73 CIBELES                   |